# Цитайшвили, Григорий Ирадионович
Григорий Ирадионович Цитайшвили (1905 год, село Мзиани, Гурийский уезд, Кутаисская губерния, Российская империя — 1971 год, Грузинская ССР) — старший агроном, директор Ахалшенского совхоза Министерства сельского хозяйства СССР, Батумский район, Аджарская АССР, Грузинская ССР. Герой Социалистического Труда (1949).

## Биография
Родился в 1905 году в крестьянской семье в селе Мзиани Гурийского уезда. С раннего возраста трудился в сельском хозяйстве. После окончания агрономического факультета Тифлисского государственного университета трудился агрономом, заместителем председателя сельсовета Цецхлаури Кобулетского района. С 1945 года — старший агроном Ахалшенского совхоза.
Благодаря его деятельности совхоз за короткий период послевоенного времени вошёл в число передовых сельскохозяйственных предприятий Мцхетского района. В 1948 году совхоз сдал государству в среднем по 274 лимона с 5084 полновозрастных плодоносящих деревьев. Указом Президиума Верховного Совета СССР от 17 августа 1949 года удостоен звания Героя Социалистического Труда за «получение высоких урожаев сортового зелёного чайного листа и цитрусовых плодов в 1948 году» с вручением ордена Ленина и золотой медали «Серп и Молот» (№ 4449).
Этим же указом званием Героя Социалистического Труда был награждён директор совхоза Владимир Никифорович Ломадзе.
После выхода в 1964 году на пенсию Владимира Ломадзе назначен директором Алхашенского совхоза (1964—1970). Скончался в 1971 году.